# شنل‌پوش سربزرگ
کپوچین سربزرگ (نام علمی: Sapajus apella macrocephalus) نام یک گونه از سرده میمون کپوچین نازک‌اندام است.